# De Klomp
Ne doit pas être confondu avec Sabot aux Pays-Bas.
De Klomp est un village situé dans la commune néerlandaise d'Ede, dans la province de Gueldre. Le 1er janvier 2006, le village comptait 580 habitants.